# Латиші в Литві
Латиші в Литві — етнічна меншина в країні. За даними перепису населення в 2011 році їх було 2025 осіб, або 0,06 % населення.
Чисельність латишів за даними перепису населення за 2001 і 2011 роки, за повітами:
|                       | 2001  | 2011  |
| --------------------- | ----- | ----- |
| Литва                 | 2 955 | 2 025 |
| Алітуський повіт      | 31    | 22    |
| Вільнюський повіт     | 579   | 461   |
| Каунаський повіт      | 306   | 213   |
| Клайпедський повіт    | 591   | 436   |
| Маріямпольський повіт | 34    | 20    |
| Паневежиський повіт   | 271   | 180   |
| Тауразький повіт      | 31    | 18    |
| Тельшяйський повіт    | 212   | 123   |
| Утенський повіт       | 203   | 139   |
| Шяуляйський повіт     | 697   | 413   |